# トゥラ・シュエ・マン

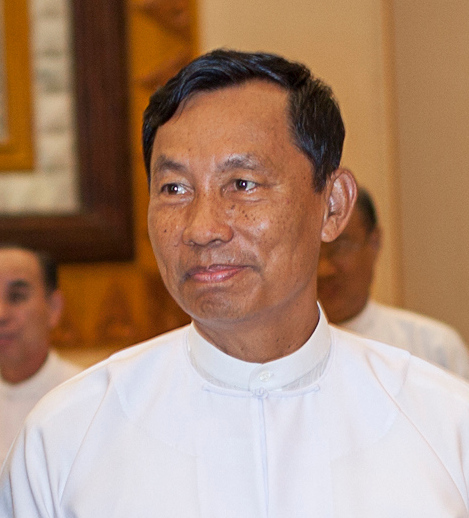
トゥラ・シュエ・マン

トゥラ・シュエ・マン（ビルマ語: ရွှေမန်း၊ ဦး Thura Shwe Mann、1947年7月11日 - ）は、ミャンマーの政治家であり元軍人。軍人時代の階級は大将。ミャンマー下院議長や国家平和発展評議会（SPDC）の委員を務め、軍事政権でナンバー3だったが2015年の選挙で落選。2016年から下院法務諮問委員会委員長。

## 経歴
ピュー出身。1969年に国軍士官学校を卒業して任官後、陸軍の歩兵部隊にて勤務しつつその頭角を現してきた。名前に冠するThuraは、少数民族武装勢力カレン民族同盟との戦闘で勲功を立てた事に由来するもので、1988年に獲得した。よって、彼の正式な名前は「シュエ・マン」である。
1992年にタン・シュエが国軍最高司令官に就くと、副官の1人に選ばれた。1993年ピイの第66軽歩兵師団長。1994年准将。1996年第11軽歩兵師団長。1997年国家平和発展評議会委員・少将。同年パテインの南西軍管区司令官。2002年中将。2003年大将。2005年陸海空三軍の統合参謀長。
長く軍事政権トップに君臨していたタン・シュエ上級大将に近いとされ、2007年のアメリカ合衆国内務省の公電では、「上級大将の右腕」と評された。
2010年8月に軍籍を離脱したことが発表された。同年11月に行われる予定の総選挙に向けた動きとされ、2010年ミャンマー総選挙で連邦団結発展党から出馬し、当選。2011年1月31日、連邦議会人民代表院（下院）の議長に選出された。
2015年に行われる総選挙に関係し、一時は引退する予定のテイン・セイン大統領の後継候補に挙がっていたが、候補者の選考に関して対立するようになり、2015年8月に連邦団結発展党党首から解任された。これにより、テーウーが後任として党首となった。
国民民主連盟への接近を強め、11月に行われた総選挙で落選後には、アウンサンスーチーと会談した。2月5日には下院法務諮問委員会委員長に選出され、Facebook上で無報酬で委員長職を務めることを宣言した。
2016年4月27日の記者会見で、テイン・セイン前大統領が党首に復帰した直後の22日に連邦団結発展党から自身を含む17人が除名されたことを明らかにした。